# Крукув (Нижньосілезьке воєводство)
Крукув (пол. Kruków) — село в Польщі, у гміні Жарув Свідницького повіту Нижньосілезького воєводства.
Населення — 188 осіб (2011).
У 1975-1998 роках село належало до Валбжиського воєводства.

## Демографія
Демографічна структура станом на 31 березня 2011 року:
|          | Загалом | Допрацездатний вік | Працездатний вік | Постпрацездатний вік |
| -------- | ------- | ------------------ | ---------------- | -------------------- |
| Чоловіки | 96      | 17                 | 68               | 11                   |
| Жінки    | 92      | 17                 | 51               | 24                   |
| Разом    | 188     | 34                 | 119              | 35                   |